# Шедьяк, Том
Томас Питер (Том) Шедьяк (англ. Thomas Peter «Tom» Shadyac; род. 11 декабря 1958, Фолс-Черч, Виргиния, США) — американский кинорежиссёр и сценарист.

## Биография
Том Шедьяк родился в 1958 году в США, в штате Виргиния, в городе Фолс-Черч.
В 1983 году он переехал в Лос-Анджелес, где стал писать гэги для комедий. Снимался в небольших ролях в телесериалах и фильмах.
В 1989 году Шедьяк получил магистерскую степень по киноискусству в Калифорнийском университете в Лос-Анджелесе (UCLA), представив короткометражную картину «Том, Дик и Гарри». После этого он начал работать как сценарист, а в 1991 году стал постановщиком картины «Франкенштейн: школьные годы».

## Творчество
Выступая как эстрадный комик, Том Шедьяк познакомился с Джимом Кэрри. Вдвоём они написали сценарий комедии «Эйс Вентура: Розыск домашних животных» (1993), Шедьяк стал её постановщиком, а Кэрри исполнил главную роль. Фильм собрал более 100 млн долларов. Керри и Шедьяк работали вместе ещё дважды. В 1996 году Шедьяк сотрудничал с Эдди Мэрфи, поставив комедию «Чокнутый профессор», которую хорошо встретила критика и которой сопутствовал кассовый успех. В 1997 году режиссёр вновь объёдинил силы с Джимом Кэрри, сняв комедию «Лжец, лжец». Фильм с успехом прошёл в прокате и удостоился положительных отзывов.
Вскоре на экранах появилась комедия «Целитель Адамс» (1998) с Робином Уильямсом в главной роли, а в 2002 году Шедьяк обратился к иному жанру, поставив мистический триллер «Стрекоза» с Кевином Костнером в главной роли. К комедии режиссёр вернулся фильмом «Брюс Всемогущий» (2003), где вновь появился Джим Кэрри. В 2010-х Шедьяк обратился к документалистике в качестве режиссёра и продюсера.

## Фильмография
- 1991 — Франкенштейн: Годы в колледже / Party Time mit Frankenstein (The College Years)
- 1994 — Эйс Вентура: Розыск домашних животных / Ace Ventura: Pet Detective
- 1996 — Чокнутый профессор / The Nutty Professor
- 1997 — Лжец, лжец / Liar Liar
- 1998 — Целитель Адамс / Patch Adams
- 2002 — Стрекоза / Dragonfly
- 2003 — Платонически неполноценный /Platonically Incorrect
- 2003 — Брюс всемогущий / Bruce Almighty
- 2007 — Эван всемогущий / Evan Almighty
- 2010 — Я[англ.] / I Am
- 2018 — Брайан Бэнкс[англ.] / Brian Banks